# Feststellbremse

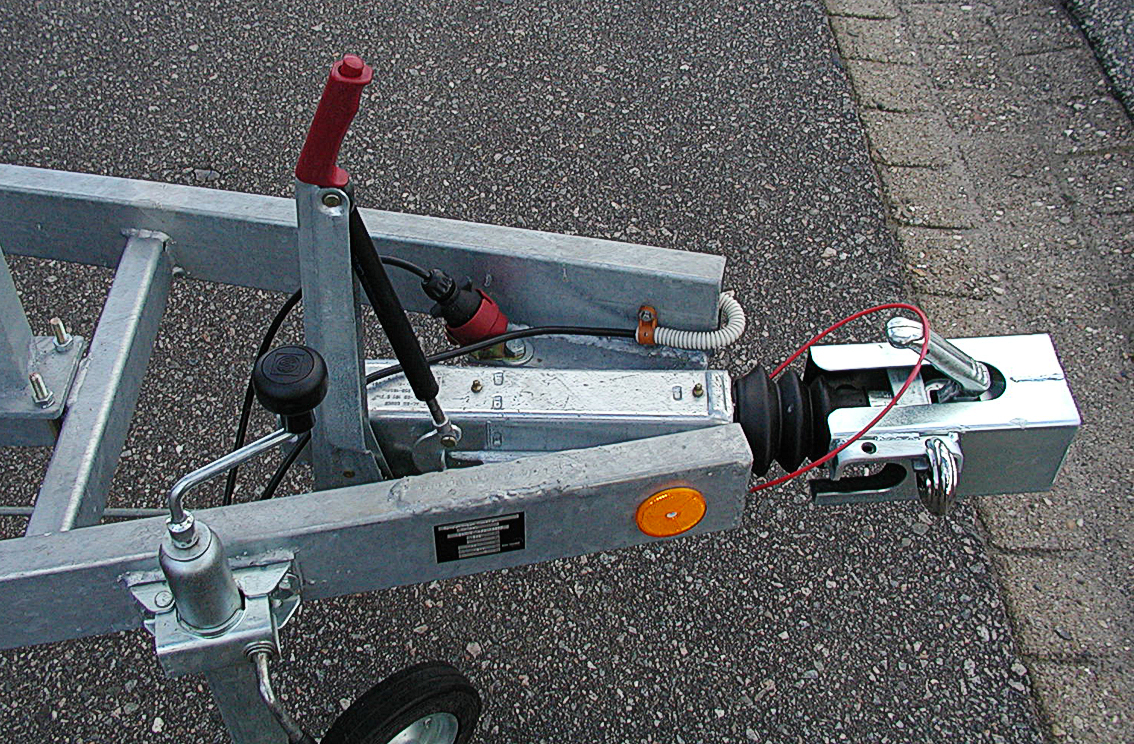
Roter Handhebel der Feststellbremse an einer Anhängerdeichsel

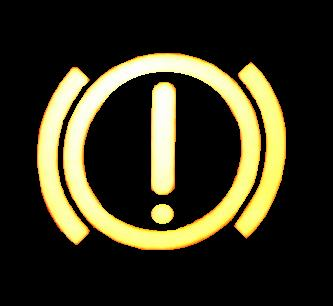
Warnleuchte bei angezogener Feststellbremse

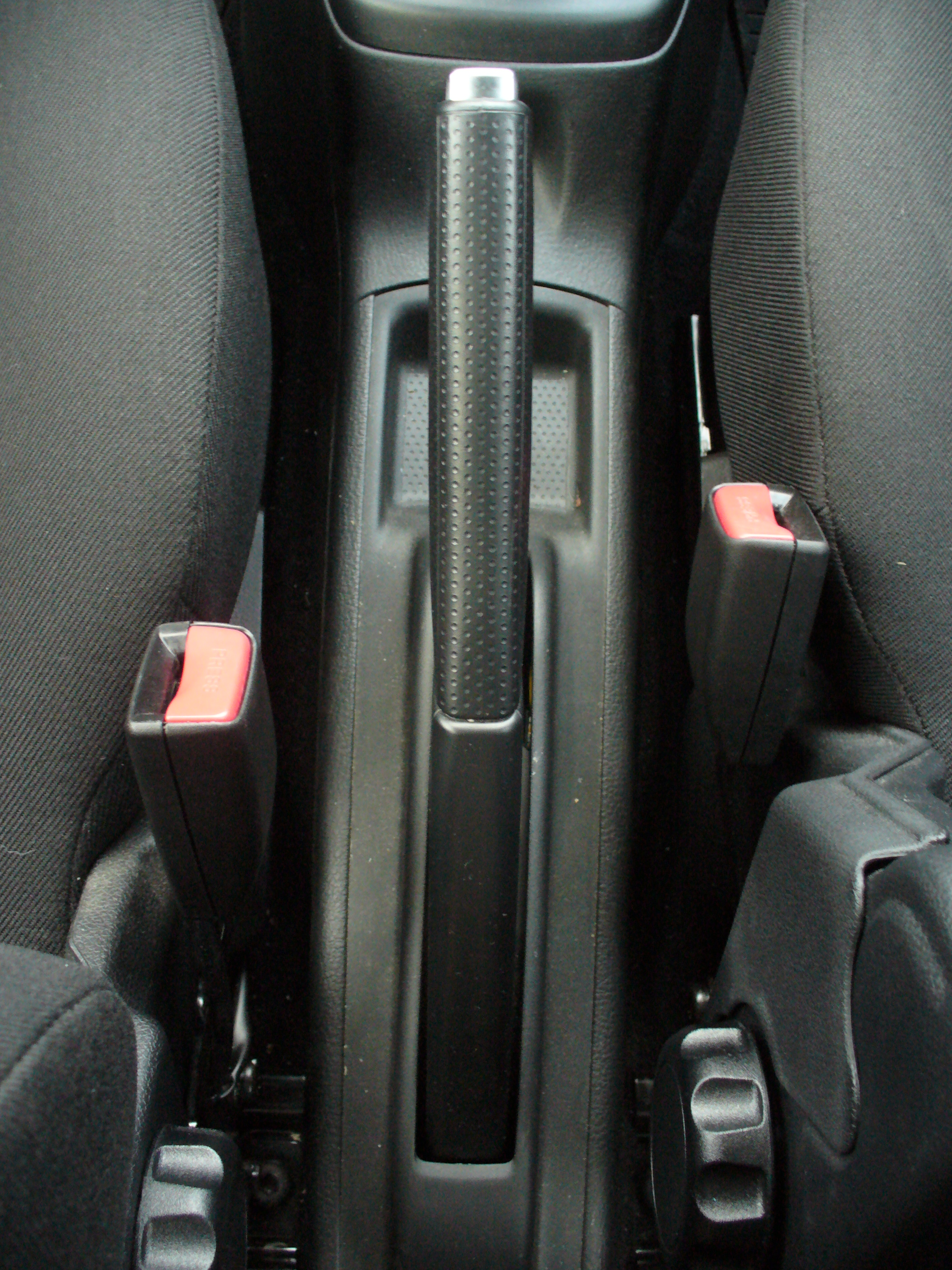
Angezogene Handbremse in der Mittelkonsole zwischen den Vordersitzen eines Pkw

Eine Feststellbremse ist eine Bremse, die die Räder eines Fahrzeuges (auch die eines Flugzeug-Fahrwerks) zeitweise blockiert. Mit ihr kann das Fahrzeug abgestellt werden, ohne dass es ungewollt davonrollt. Die Feststellbremse von Personenkraftwagen (umgangssprachlich als Handbremse bezeichnet) wird meist als Seilzugbremse mit Hand- oder Fußhebel (Fußfeststellbremse) betrieben, seit längerer Zeit auch als elektrisch wirkende Feststellbremse. Bei Flugzeugfahrwerken kommen ebenfalls Seilzüge oder servohydraulische Systeme zum Einsatz.

## Vorgeschriebene Anforderungen
Die Feststellbremse muss von der Betriebsbremse unabhängig sein. Die unmittelbar vor den Reibungsflächen befindlichen mechanischen Teile – bei Federspeicherbremsen auch die Federspeicherzylinder – können jedoch gemeinsam benutzt werden, wenn sie stark genug sind. Die Feststellbremse muss in Europa wenigstens auf alle Räder einer Achse wirken. Wird die Feststellbremse auch als Hilfsbremse benutzt, muss sie es gestatten, das Fahrzeug bei einem Ausfall der Betriebsbremse zum Stehen zu bringen. Die Wirkung muss abstufbar sein. Die Hilfs- und Feststellbremse kann in einer Vorrichtung vereinigt sein. Die ordnungsgemäße Funktion der Feststellbremse bei Kraftfahrzeugen wird auf dem Bremsenprüfstand geprüft.

## Die Feststellbremse im Motorsport
Im Rallyesport und beim Autocross hat die Feststellbremse oft die zusätzliche Aufgabe, das Fahrzeug in extreme Drift-Winkel (also zum Übersteuern) zu bringen, um besonders enge oder fahrbahnbedingt schwierige U- und S-Kurven seitlich über die jeweils beiden äußeren Räder (die bei diesem Vorgang keine Traktion mehr haben) zu durchfahren. Die Eigenschaft der sofortigen Blockierung der abgebremsten Hinterräder wird dabei ausgenutzt, um den Wagen ausbrechen zu lassen. Diese Technik wird „side-turn“ oder „e-braking“ genannt. Um diesen Vorgang zu erleichtern, haben Rallye- und Autocrossfahrzeuge in der Regel einen besonders langen Feststellbremshebel, der fast senkrecht und nahe am Lenkrad steht.
Da eine serienmäßige Feststellbremse meist nur für eine Betätigung im Stand ausgelegt ist, ist ihre Bremswirkung für den Motorsport zu gering. Daher werden hydraulische Feststellbremsen verwendet, welche den Bremskreis der Betriebsbremse nutzen, um eine standfeste Betätigung während der Fahrt zu ermöglichen.

## Die elektromechanische Feststellbremse (EMF)
Die elektromechanische Feststellbremse, auch als Electric Park Brake (EPB) bezeichnet, ersetzt die herkömmliche Handbremse bzw. Fußfeststellbremse und wird mittels eines Tasters in der Armaturentafel oder der Mittelkonsole betätigt. Sie funktioniert unabhängig von der Betriebsbremse, sodass in einer Notsituation über die Betätigung eines Tasters eine Notbremsung bis zum Stillstand ausgeführt werden kann. Sie wurde erstmals ab 2001 in der BMW 7er-Reihe (E65) eingesetzt.
Zeitgleich wurde von dem im hessischen Ehringshausen ansässigen Automobilzulieferer Küster Automotive Control Systems GmbH für Renault ein zu AFB Frein de Parking Automatique, bzw. EFB Elektrische Feststellbremse, abgekürztes System entwickelt, das im Renault Vel Satis seine Premiere hatte und seitdem in anderen Renaultmodellen eingesetzt wird. Die Bremse wird sowohl bei Fahrzeugstillstand und Motorstopp betätigt als auch nach dem Start beim Anfahren automatisch gelöst; sie kann jedoch auch manuell betätigt werden.
Neben dem Feststellen des Fahrzeugs und der Notbremsfunktion ermöglicht die elektromechanische Feststellbremse auch folgende Zusatzfunktionen:
- Auto Hold verhindert nach dem einmaligen Betätigen einer Taste nach dem Motorstart das ungewollte Anrollen des Fahrzeugs beispielsweise bei einem Ampelstopp durch automatisches Festbremsen oder bei Mercedes-Benz durch zügiges „Durchtreten“ des Bremspedals im Stand
- Hill Hold verhindert das Zurückrollen des Fahrzeugs beim Anfahren an einer Steigung durch automatisches Feststellen
- Automatische Parkbremsfunktion beim Abstellen des Motors (u. a. bei Jaguar, Citroën C5 und Lancia Thesis)
- Automatische Feststellfunktion beim Öffnen der Fahrertür und laufendem Motor (Lancia Thesis, Volkswagen Golf 7)

In jedem Fall wird beim Anfahren die Bremse automatisch gelöst, sobald genügend Motorleistung zur Verfügung steht, um ein Zurückrollen des Fahrzeugs zu verhindern.
Bei laufendem Motor werden die Festbremsvorgänge je nach Hersteller hydraulisch über die Pumpe des ESP oder elektromechanisch ausgeführt. Beim Bremsbelagwechsel muss die Bremse über den jeweiligen Taster erst geöffnet werden, damit der Bremssattel geöffnet und der Wechsel durchgeführt werden kann.

## Zusätzliche Sicherung beim Parken
Beim Abstellen eines Pkws mit Schaltgetriebe sollte nicht nur die Feststellbremse betätigt, sondern auch ein Gang eingelegt werden, der die Gefahr des Wegrollens zusätzlich vermindert. Im Gefälle sollte man den kleinstmöglichen oder den Rückwärts-Gang einlegen – Versicherungen sind sonst nicht verpflichtet, Schäden am Auto zu bezahlen, wenn ein falscher bzw. kein Gang eingelegt war. Dies gilt auch für den umgekehrten Fall – wenn also nur ein Gang eingelegt war und auf die Handbremse verzichtet wurde. Bei Pkw mit automatischem Getriebe zieht man idealerweise zuerst die Handbremse an, stellt den Wählhebel auf "N" (Neutral = Leerlauf) und gibt das Bremspedal frei, damit sich das Fahrzeug in der angezogenen Handbremse "setzen" kann – danach legt man am Wählhebel die Parksperre ("P") ein, die sich durch diese Reihenfolge der Vorgehensweise nicht derart verklemmen kann, dass ein späteres Lösen unangenehm hohen Kraftaufwand am Wählhebel erfordert. Ferner sollten in allen Fällen beim Parken in abschüssigem Gelände die Vorderräder vom Weg bzw. von der Straße zum Bordstein weisen, damit das Fahrzeug bei einem technischen Defekt nicht talwärts rollt.

## Zusätzliche Funktion des Symbols
Das Symbol für die Handbremse leuchtet zum einen bei angezogener Handbremse, zum anderen leuchtet diese dauerhaft bei Fehlern im Hauptbremssystem. Im einfachsten Fall ist nur der Deckel auf dem Ausgleichsgefäß für die Bremsflüssigkeit nicht richtig geschlossen, da sich hier oft der Sensor für den Flüssigkeitsstand befindet. Ansonsten ist ein anderer Fehler im Bremssystem aufgetreten. Dabei ist Vorsicht geboten, da damit zu rechnen ist, dass nicht die volle oder gar keine Bremskraft mehr zur Verfügung steht. Das Fahrzeug sollte abgeschleppt werden oder, falls sich die Weiterfahrt nicht vermeiden lässt, mit niedriger Geschwindigkeit umgehend in die nächstgelegene Werkstatt gefahren werden.

## Eisenbahn

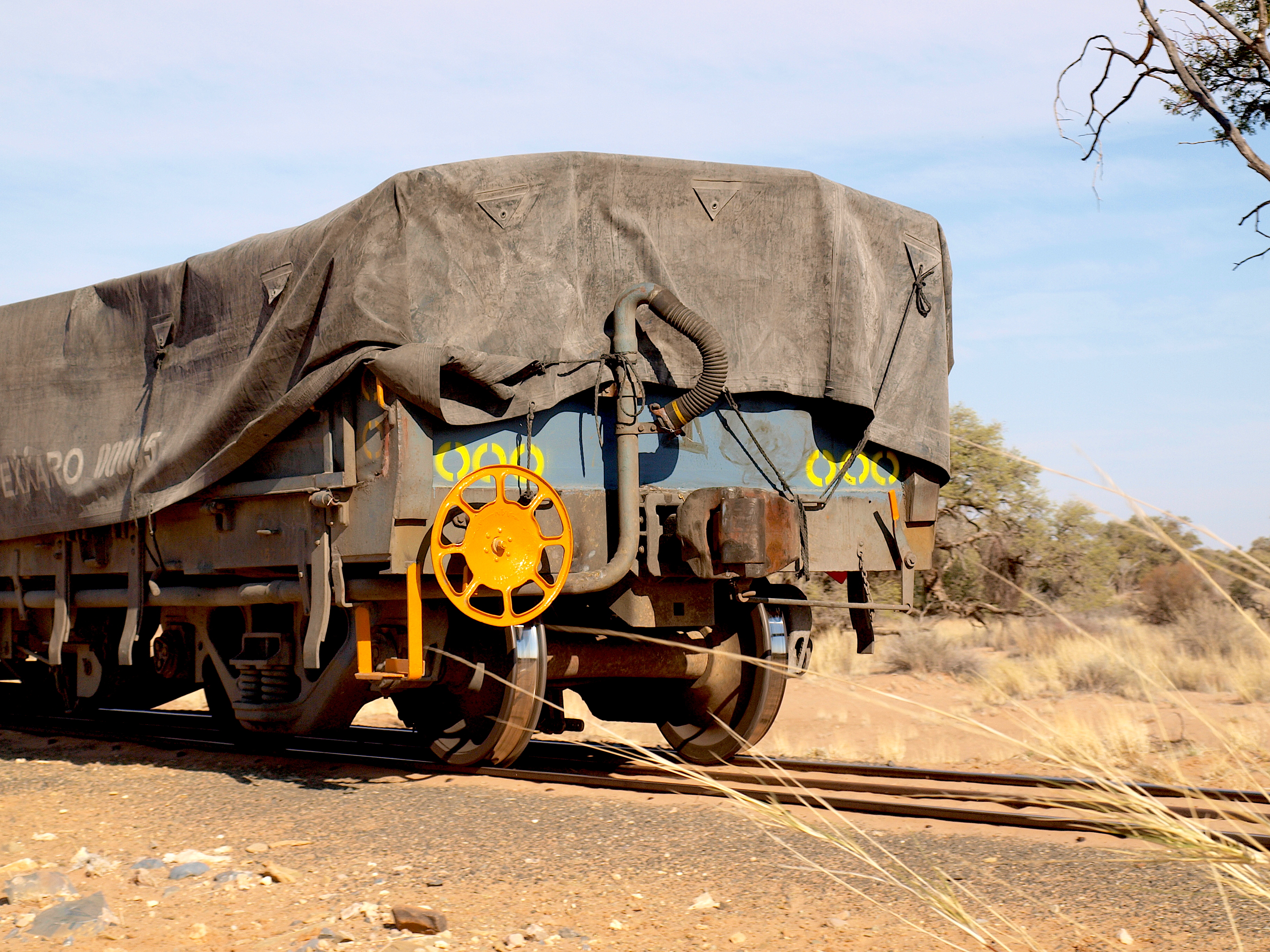
Orange Feststellbremse eines Güterwagens in Namibia

Die vom Fahrzeug oder vom Boden aus bedienbare Feststellbremse ist zur Sicherung gegen Entlaufen von abgestellten Eisenbahnwagen geeignet. Sie kann als bedienbares Handrad oder als Federspeicherbremse ausgeführt sein und wirkt direkt (mechanisch) auf die Bremsklötze des Fahrzeugs.
Siehe auch Abschnitt Mechanische Bremse im Artikel Bremse (Eisenbahn)

## Flugzeuge
Die Parkbremse eines Flugzeuges unterscheidet sich hinsichtlich des Einsatzes und der technischen Grundlagen nicht wesentlich von einer Handbremse im Auto, obgleich die Bremsanlage in Einzelheiten wesentlich komplexer sein kann. Wie auch im Auto verfügt jeder einzelne Reifen über eine Trommel- oder Scheibenbremse, die bei der Landung und dem Manövrieren auf dem Boden (Taxiing) durch die Bremspedale über Seilzüge oder Hydraulikleitungen angesteuert wird. In Flugzeugen mit Hydraulik- und redundanten Bremssystemen (normal and alternate braking) steuert die Feststellbremse das jeweils aktive der beiden Bremssysteme an. In kleineren Flugzeugen hingegen ist die Parkbremse zugleich die Notbremse.
Um das Flugzeug zu sichern, wird analog zum Kfz über ein sekundäres Steuersystem das jeweils aktive Bremssystem veranlasst, die Bremsen anzuziehen. Dabei handelt es sich je nach Größe und Alter um Seilzüge (kleinere oder ältere Flugzeuge) oder um servohydraulische Systeme, bei denen Aktoren die Bremsen schließen.
Im Gegensatz zu den meisten Kfz ist die Parkbremse eines Flugzeuges stärker als der Antrieb und kann daher auch genutzt werden, um relativ langsam reagierende Triebwerke auf maximalen Schub zu bringen, ohne dabei eventuell wertvolle Startbahnlänge durch verhaltenes Anrollen zu verschwenden. Diese Startart stellt aufgrund der hohen Kräfte, des hohen Schwerpunktes eines Flugzeuges und des abrupten Anrollens eine erhöhte Belastung für das gesamte Fahrwerk dar. In Verkehrsflugzeugen wird für den run up daher – wenn überhaupt – eher die Pedalbremse genutzt, da diese sanfter gelöst werden kann. Zusätzlich wird sie auch vor dem Erreichen der Startleistung gelöst.